# Atletismo nos Jogos Pan-Americanos de 1971 - Lançamento de martelo masculino
A prova do lançamento de martelo masculino nos Jogos Pan-Americanos de 1971 foi realizada em Cali, Colômbia.

## Medalhistas
| Ouro                           | Prata                           | Bronze                      |
| Albert Hall USA Estados Unidos | George Frenn USA Estados Unidos | Darwin Piñeyrúa URU Uruguai |

## Resultados
| Posição           | Nome            | Nacionalidade      | Marca | Notas |
| ----------------- | --------------- | ------------------ | ----- | ----- |
| Medalha de ouro   | Albert Hall     | USA Estados Unidos | 65.84 |       |
| Medalha de prata  | George Frenn    | USA Estados Unidos | 65.68 |       |
| Medalha de bronze | Darwin Piñeyrúa | URU Uruguai        | 61.54 |       |
| 4                 | Víctor Suárez   | CUB Cuba           | 59.56 |       |
| 5                 | José Vallejo    | ARG Argentina      | 59.46 |       |
| 6                 | Celso de Morais | BRA Brasil         | 55.70 |       |
| 7                 | Pedro Granell   | PUR Porto Rico     | 52.10 |       |
| 8                 | Gustavo Morales | NCA Nicarágua      | 47.96 |       |